# Hugo Hayn
Hugo Hayn (* 2. Januar 1843 in Breslau; † 20. Januar 1923 in Dresden) war ein deutscher Bibliograf.

## Leben

Umschlagtitel zu Hugo Hayns Vorschlag zu einer Lesebibliothek

Hugo Hayn entstammte einer schlesischen Familie von Ärzten und Juristen. Sein Vater, Adolph Hayn, war Landgerichtsrat in Breslau. Seine Kinderjahre verbrachte er auf dem Gut eines Onkels bei Waldenburg. Nach der Vorbereitung durch einen Hauslehrer besuchte er die Gymnasien in Schweidnitz und Breslau und studierte ab 1866 in Berlin, u. a. bei Leopold von Ranke, der ihm auch eine Genehmigung für die uneingeschränkte Benutzung der Königlichen Bibliothek verschaffte. Nach seinen eigenen autobiografischen Aufzeichnungen machte er ausgedehnte Reisen in Europa und Amerika. Nach seiner Rückkehr begann er mit seinen bibliografischen Recherchen in den Bibliotheken von Leipzig, Dresden, Darmstadt, Stuttgart und München, Göttingen, Wien, Zürich und London. Unter dem Pseudonym N. Hay gab er 1875 eine erste Sammlung unter dem Titel Bibliotheca Germanorum erotica, Verzeichnis der gesammten deutschen erotischen Literatur mit Einschluss der Übersetzungen heraus. Dieses Werk hat er vielfach erweitert und ergänzt. Es erschien in weiteren Ausgaben, bis es zu Anfang des 20. Jahrhunderts auf 8 Bände angewachsen war. Band 9, der im Jahre 1929 erschien, ist ein Nachtragsband, herausgegeben von Paul Englisch. Der als Herausgeber mit genannte Alfred Gotendorf war ein Mäzen Hayns und Förderer der Bibliographie. Nachdem Hayn in jüngeren Jahren von einem ihm zuteil gewordenen Erbe seine Reisen bezahlt hatte, verfiel er mit der Zeit immer mehr in Armut, da die Erträge aus dem Verkauf seiner Bücher nicht zur Bestreitung seines Lebensunterhalts ausreichten. Einige Briefe Hayns mit der Bitte um Unterstützung (u. a. an Hermann Sudermann und Victor Ottmann), sind im Deutschen Literaturarchiv Marbach und in der Sächsischen Landesbibliothek Dresden erhalten. Kurz nachdem er das Alter von 80 Jahren erreicht hatte, wurde er tot auf einer Parkbank in Dresden aufgefunden.

## Bedeutung
In einer Zeit, in der strenge Moralvorstellungen herrschten und alles Erotische und Sexuelle tabuisiert wurde, leistete Hugo Hayn Pionierarbeit bei der Erforschung und Erhaltung der Literatur, die sich mit diesen Themen befasst. Seine Bibliographien verzeichnen viele Schriften, die in den offiziellen Buchhandelsverzeichnissen von Kayser und Heinsius nicht zu finden sind. Erst Mitte der 1880er Jahre erfolgte ein Paradigmenwechsel durch die Veröffentlichungen von Richard von Krafft-Ebing, Iwan Bloch und Sigmund Freud, in denen Erotik und Sexualität als seriöse Forschungsgegenstände gewürdigt wurden.

## Schriften
- Ein „Weltliches Lieder-Büchlein“ aus der Bibliothek von Meusebach in Berlin. In: Serapeum. Zeitschrift für Bibliothekwissenschaft, Handschriftenkunde und ältere Litteratur. 31. Jahrgang, 1870, S. 145–155.
- Bibliotheca Germanorum erotica. Verzeichniss der gesammten deutschen erotischen Literatur mit Einschluss der Uebersetzungen. Nachschlagebuch für Literaturhistoriker, Antiquare und Bibliothekare. Nach den zuverlässigen Quellen bearbeitet. Leipzig 1875.
- Bibliotheca Germanorum erotica. Verzeichniss der gesammten deutschen erotischen Literatur mit Einschluss der Uebersetzungen, nebst Angabe der fremden Originale. 2., durchaus umgearbeitete, sehr stark vermehrte, durch Beifügung der Berliner und Münchener deutschen erotischen Bücherschätze bereicherte und mit Antiquar-Preisen versehene Auflage. Bearbeitet von Hugo Hayn. Unflad, Leipzig 1885.
- Bibliotheca Germanorum gynaecologica et cosmetica. Verzeichniss deutscher sexueller und cosmetischer Schriften mit Einschluss der Uebersetzungen nebst Angabe der Originale. Unter besonderer Berücksichtigung der älteren populären Medicin und Beifügung von Antiquarpreisen bearbeitet. Zugleich Supplement zur 2. Auflage der Bibliotheca Germanorum erotica. Unflad, Leipzig 1886.
- Bibliotheca erotica et curiosa Monacensis. Verzeichniss französischer, italienischer, spanischer, englischer, holländischer und neulateinischer Erotica und Curiosa, von welchen keine deutschen Uebersetzungen bekannt sind. Zusammengestellt auf der Königl. Hof- und Staats-Bibliothek zu München. und mit bibliographischen Anmerkungen und Marktpreisen versehen von Hugo Hayn. Harrwitz, Berlin 1889.
- Bibliotheca Germanorum nuptialis. Verzeichniss von Einzeldrucken deutscher Hochzeitgedichte und Hochzeitscherze in Prosa von Mitte des XVI. Jahrhunderts bis zur Neuzeit. Mit Anmerkungen, Angabe von Bibliotheken und Marktpreisen zusammengestellt von Hugo Hayn. Supplement zu Goedeke’s Grundriss zur Geschichte der deutschen Litteratur und Hayn’s Bibliotheca Germanorum Erotica. Teubner, Köln 1890.
- Die deutsche Räthsel-Litteratur. Versuch einer bibliographischen Uebersicht bis zur Neuzeit. Nebst einem Verzeichnisse deutscher Loos-, Tranchir- und Complimentir-Bücher. In: Centralblatt für Bibliothekswesen. 7. Jahrgang, 1890, S. 516–556 (online).
- Bibliographie der Bücher mit fingierten Titeln. Ein Beitrag zur Kuriositäten-Litteratur. In: Zeitschrift für Bücherfreunde. 3. Jahrgang, 1. Band, 1899/1900, S. 84–90.
- Vier neue Curiositäten-Bibliographieen. Bayerischer Hiesel. Amazonen-Litteratur. Halsbandprozeß und Cagliostro. Bibliotheca selecta erotica-curiosa Dresdensis. Sämtlich zum ersten Male übersichtlich zusammengestellt von Hugo Hayn. H. W. Schmidt, Jena 1905.
- Uebersicht der (meist in Deutschland erschienen) Litteratur über die angeblich von Juden verübten Ritualmorde und Hostienfrevel. Zum ersten Male zusammengestellt von Hugo Hayn. H. W. Schmidt, Jena 1906.
- der sog. Hayn/Gotendorf: zusammen mit Alfred N. Gotendorf: Bibliotheca Germanorum erotica & curiosa. 8 Bände, G. Müller, München 1912–1914.

## Herausgeberschaft
- Thesaurus librorum Philippi Pfister, Monacensis. Catalogus bibliothecae selectae. Verzeichniss einer auserlesenen Sammlung Bavarica, Monacensia, Judaica, sowie von Werken aus allen Wissenschaften, wobei Rara und Curiosa, im Besitze des kgl. bayer. Regierungsrathes Philipp-Pfister zu München. Mit Anmerkungen und Registern herausgegeben von Hugo Hayn. Schuh, München 1888.
- Vorschlag zu einer Lesebibliothek für junge Frauenzimmer. Ein bibliographisch-erotisches Curiosum vom Jahre 1780. Mit Anmerkungen und einem Verzeichniß scherzhafter Cataloge (livres imaginaires) herausgegeben von Hugo Hayn. Jahnke, Borna-Leipzig 1889.
- Tugendhaffter Jungfrauen und Jungengesellen Zeit-Vertreiber. Ein Weltliches Lieder-Büchlein des XVII. Jahrhunderts aus v. Meusebach’s Sammlung in der Berliner Oeffentlichen Bibliothek. Nachweisungen der Quellen, aus denen die 201 Lieder geschöpft sind, von Karl Hartwig Gregor Freiherr von Meusebach. († 1847.) Als Beitrag zur Geschichte des Deutschen Volksliedes herausgegeben von Hugo Hayn. Teubner, Köln 1890.